# آندری آشچف

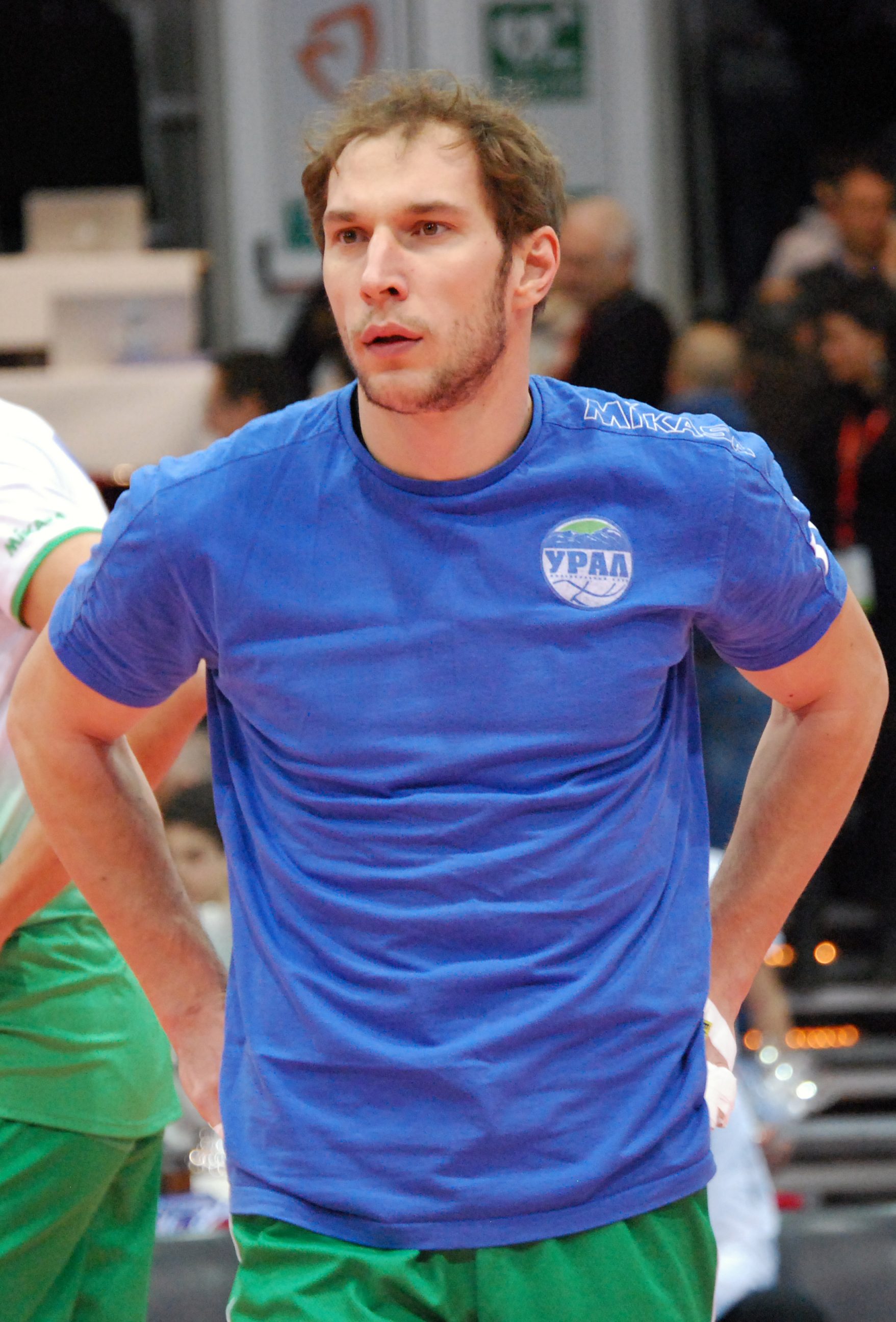
در سال ۲۰۱۳

آندری ویکتورویچ آشچف (روسی: Андрей Викторович Ащев زاده ۱۰ مه ۱۹۸۳ در کازان) بازیکن والیبال اهل روسیه؛ عضو تیم ملی والیبال روسیه و باشگاه زنیت کازان است.